# Spaulding (Oklahoma)
Spaulding és un poble dels Estats Units a l'estat d'Oklahoma. Segons el cens del 2000 tenia 62 habitants.

## Demografia
Segons el cens del 2000, Spaulding tenia 62 habitants, 24 habitatges, i 18 famílies. La densitat de població era de 23,9 habitants per km².
Dels 24 habitatges en un 25% hi vivien nens de menys de 18 anys, en un 62,5% hi vivien parelles casades, en un 12,5% dones solteres, i en un 25% no eren unitats familiars. En el 25% dels habitatges hi vivien persones soles el 20,8% de les quals corresponia a persones de 65 anys o més que vivien soles. El nombre mitjà de persones vivint en cada habitatge era de 2,58 i el nombre mitjà de persones que vivien en cada família era de 3,11.
Per edats la població es repartia de la següent manera: un 27,4% tenia menys de 18 anys, un 3,2% entre 18 i 24, un 24,2% entre 25 i 44, un 25,8% de 45 a 60 i un 19,4% 65 anys o més.
L'edat mediana era de 38 anys. Per cada 100 dones de 18 o més anys hi havia 80 homes.
La renda mediana per habitatge era de 22.188 $ i la renda mediana per família de 23.125 $. Els homes tenien una renda mediana de 21.250 $ mentre que les dones 11.250 $. La renda per capita de la població era de 13.900 $. Entorn de l'11,8% de les famílies i el 25,5% de la població estaven per davall del llindar de pobresa.

## Poblacions més properes
El següent diagrama mostra les poblacions més properes.